# Dysdera pandazisi
Dysdera pandazisi este o specie de păianjeni din genul Dysdera, familia Dysderidae, descrisă de Hadjissarantos, 1940.
Este endemică în Grecia. Conform Catalogue of Life specia Dysdera pandazisi nu are subspecii cunoscute.